# نادي هالشر
نادي هالشر (بالألمانية: Hallescher FC)‏ هو نادي كرة قدم ألماني تأسس في 1966 ، يقع مقره الرئيسي في هاله، ويلعب في الدوري الألماني الدرجة الثالثة.

## وصلات خارجية
- الموقع الرسمي